# 吕西安·塞夫
吕西安·塞夫（法語：Lucien Sève，1926年12月9日—2020年3月23日），法国马克思主义哲学家，理论家。法国共产党原中央委员。

## 生平
1926年生于尚贝里。1945年进入巴黎高等师范学院。1950年加入法国共产党。1964年至1994年，担任法国共产党中央委员会委员。1970年至1982年，担任社会出版社社长。1983年至2000年，担任法国伦理咨询委员会委员。2010年因为路线分歧而退出法国共产党。
2020年3月23日，因感染2019冠状病毒逝世，终年93岁。

## 理论
塞夫在谈共产主义实现的条件指出，要通过向人民群众提出反对金钱至上和金钱社会的资本主义，提出人的全面发展等社会目标来重新争取人民群众。他还指出，超越资本主义必须实行生产资料的社会所有制，而所有这些现实社会主义都没有做到，这是其陷于困境的根本原因。
塞夫试图在理论上为解决法国左派科学严格性与人道主义分裂而开辟新的道路。他独辟蹊径地提出“建立科学人道主义理论”，既克服加洛蒂的“思辨人道主义”，也克服阿尔都塞的“理论上的反人道主义”。